# Хвилясті хмари

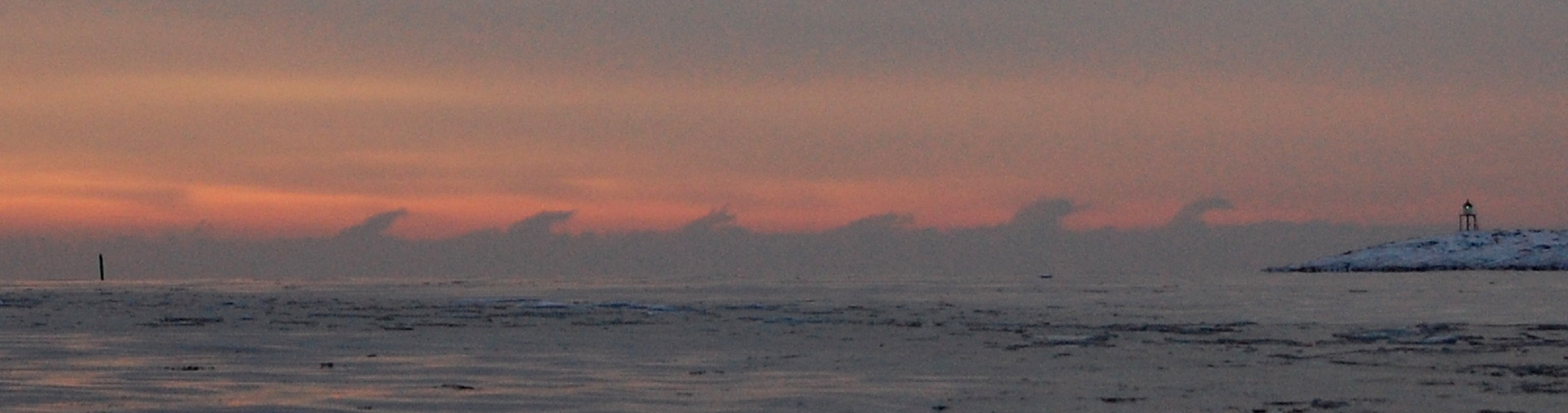
Хвилясті хмари

Хвилясті хмари (також "Billow") — особливий різновид хмар, які виглядають як морські хвилі. Хмари цього типу можна спостерігати у верхньому шарі тропосфери, як правило, вони рівномірно розподілені і їх легко розпізнати. Ці хмари часто є гарними показниками наявності нестабільності в атмосфері та турбулентності.

## Формування

Механізм формування

Хвилясті хмари утворюються, коли два різних шари повітря рухаються з різною швидкістю в атмосфері, часто утворюючи хвильові структури. Верхні шари повітря рухаються на більшій швидкості і внаслідок нестійкості Кельвіна — Гельмгольца утворюються хвилеподібні структури. Хмари часто утворюються у вітряні дні, коли є різниця в густині повітря, наприклад, при інверсії температури.

## Галерея

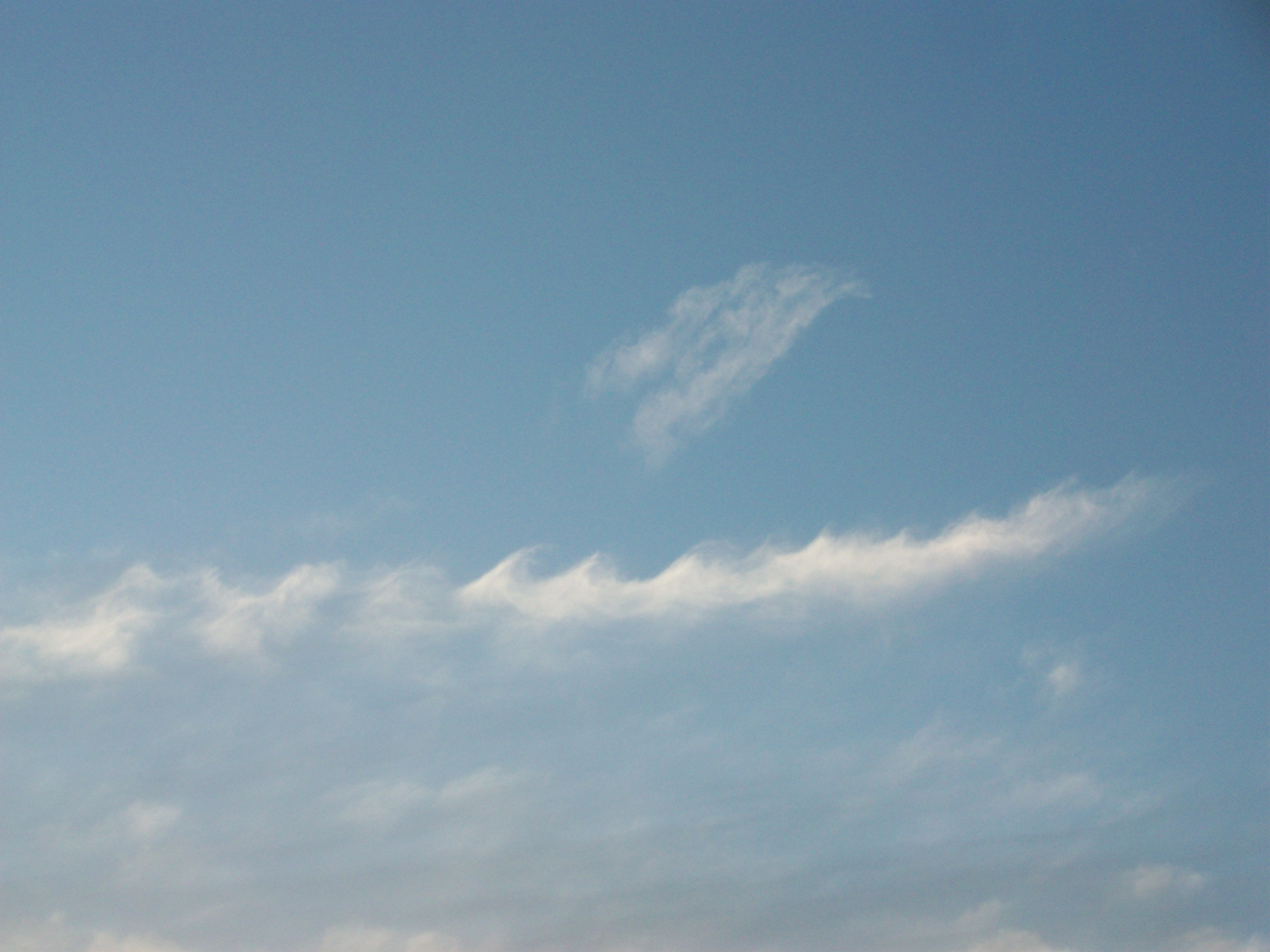
Хвилястий різновид перисто-купчастих хмар
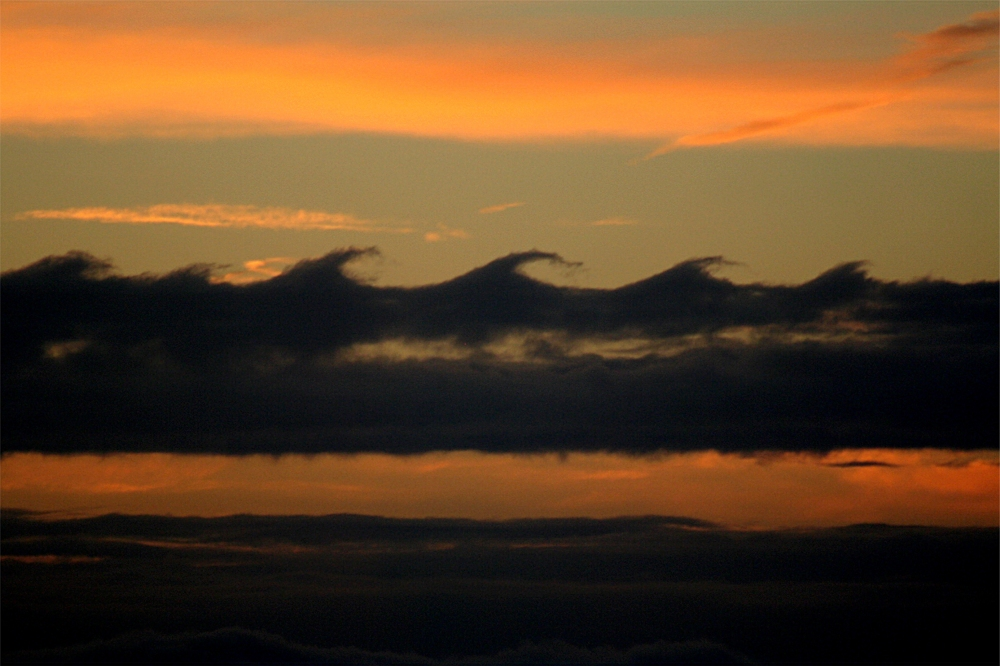
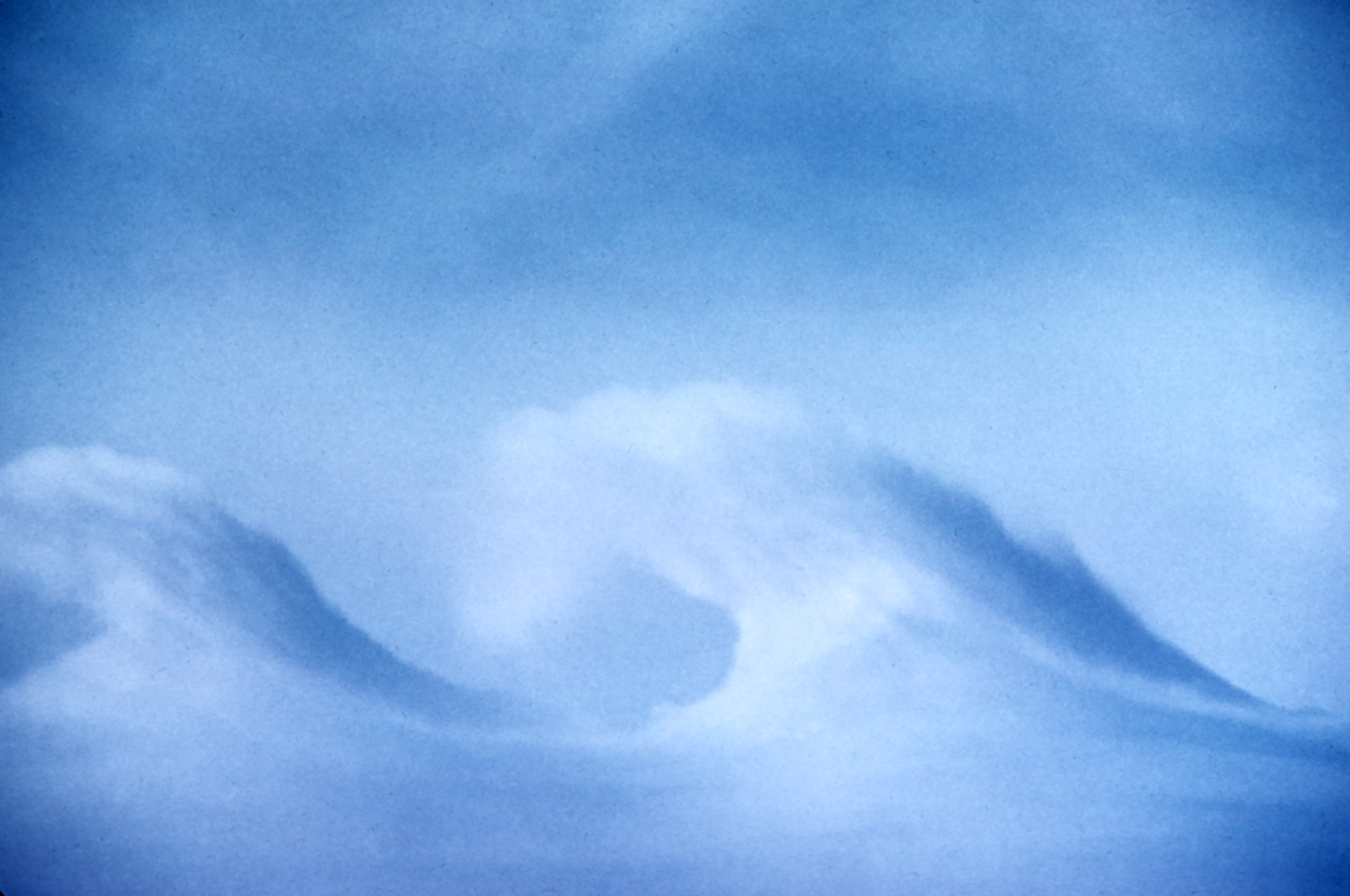
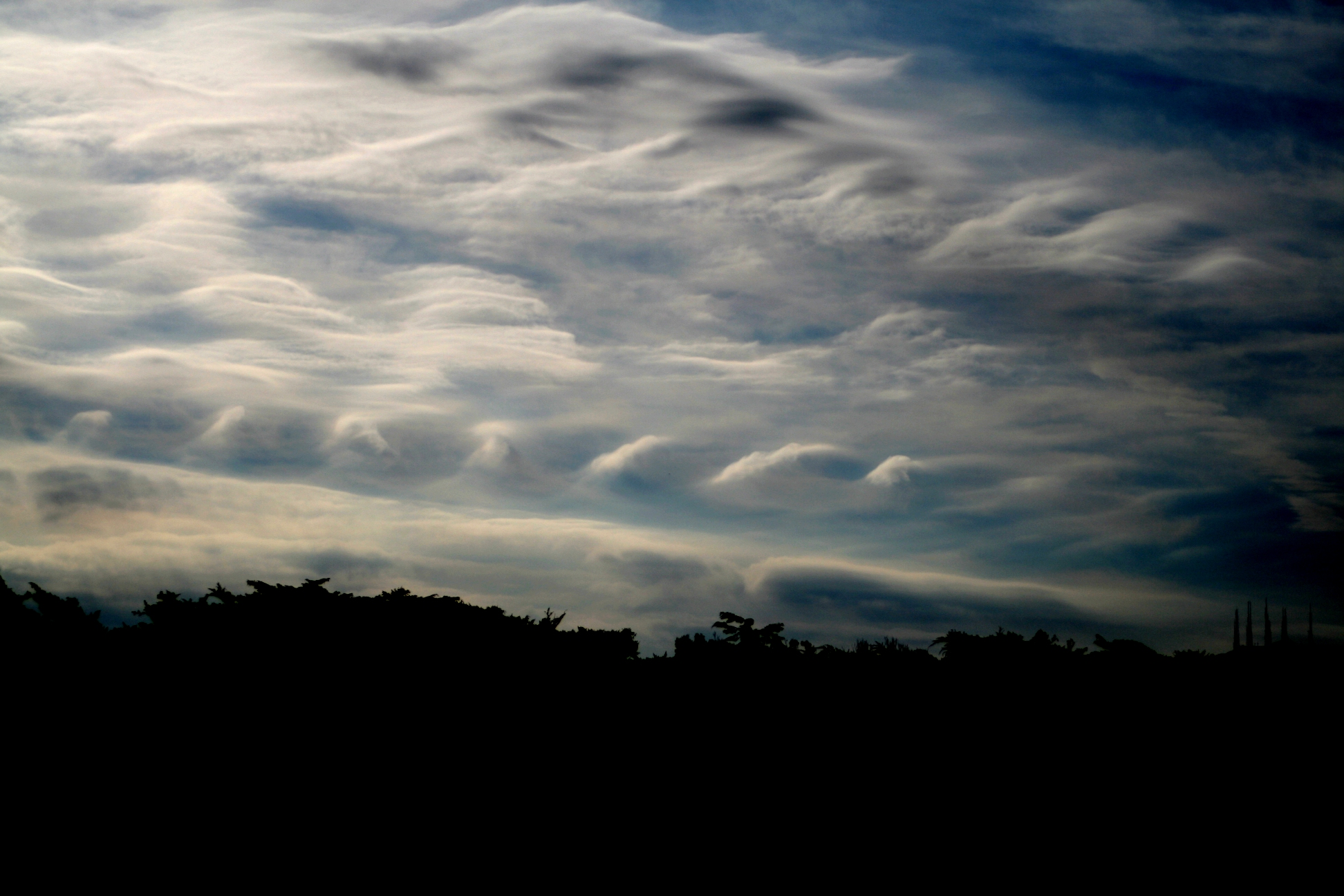
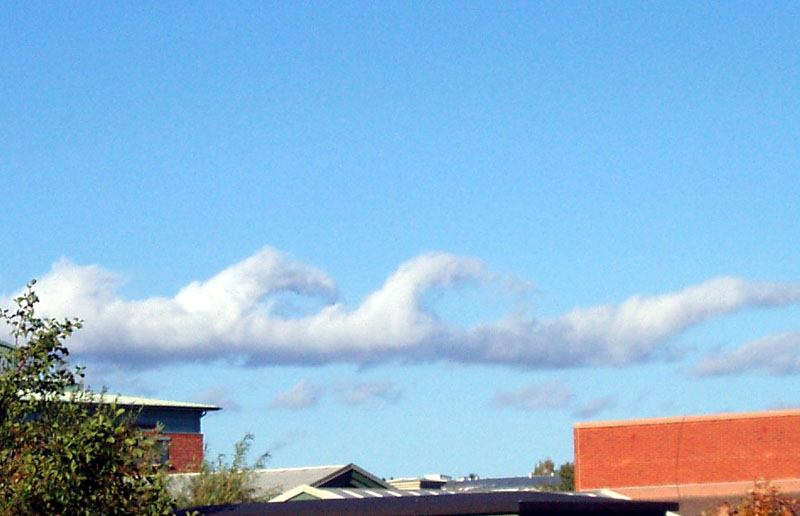
Хвилястий різновид шарувато-купчастих хмар